# Alfredo da Grã-Bretanha
Alfredo da Grã-Bretanha (em inglês: Alfred; Windsor, 22 de setembro de 1780 – Windsor, 20 de agosto de 1782) foi um príncipe do Reino Unido, décimo quarto filho (nono rapaz) de Jorge III e da sua rainha consorte, Carlota de Mecklenburg-Strelitz. Em 1782, Alfredo, que nunca teve uma saúde robusta, adoeceu após a sua inoculação contra o vírus da varíola. A sua morte prematura, juntamente com a morte do seu irmão, o príncipe Otávio, seis meses depois, atingiu profundamente a família real. Nos seus últimos episódios de loucura, o rei Jorge imaginou conversas com os seus dois filhos mais novos.

## Vida
O príncipe Alfredo nasceu no dia 22 de setembro de 1780, no Castelo de Windsor. Foi o décimo quarto filho e o nono rapaz do rei Jorge III e da sua rainha consorte, Carlota de Mecklenburg-Strelitz, e, como tal, era um membro da Casa de Hanôver. Quando Alfredo nasceu, os seus irmãos mais velhos já estavam perto da idade adulta. O príncipe foi batizado pelo arcebispo da Cantuária, Frederick Cornwallis, na Câmara do Grande Conselho do Palácio de St. James no dia 21 de outubro de 1780. Os seus padrinhos foram os seus irmãos mais velhos, George, Príncipe de Gales, Príncipe Frederico e Charlotte, Princesa Real. O nascimento de Alfredo trouxe alegria à sua família, especialmente à sua irmã mais velha, a princesa Sophia, que, segundo relatou a sua irmã, a princesa Elizabeth, chamou o novo bebé de "neto". Desde o nascimento, Alfredo era uma criança delicada. Sofria de "erupções" no rosto e, ao longo da vida, tosse.

## Morte e consequências

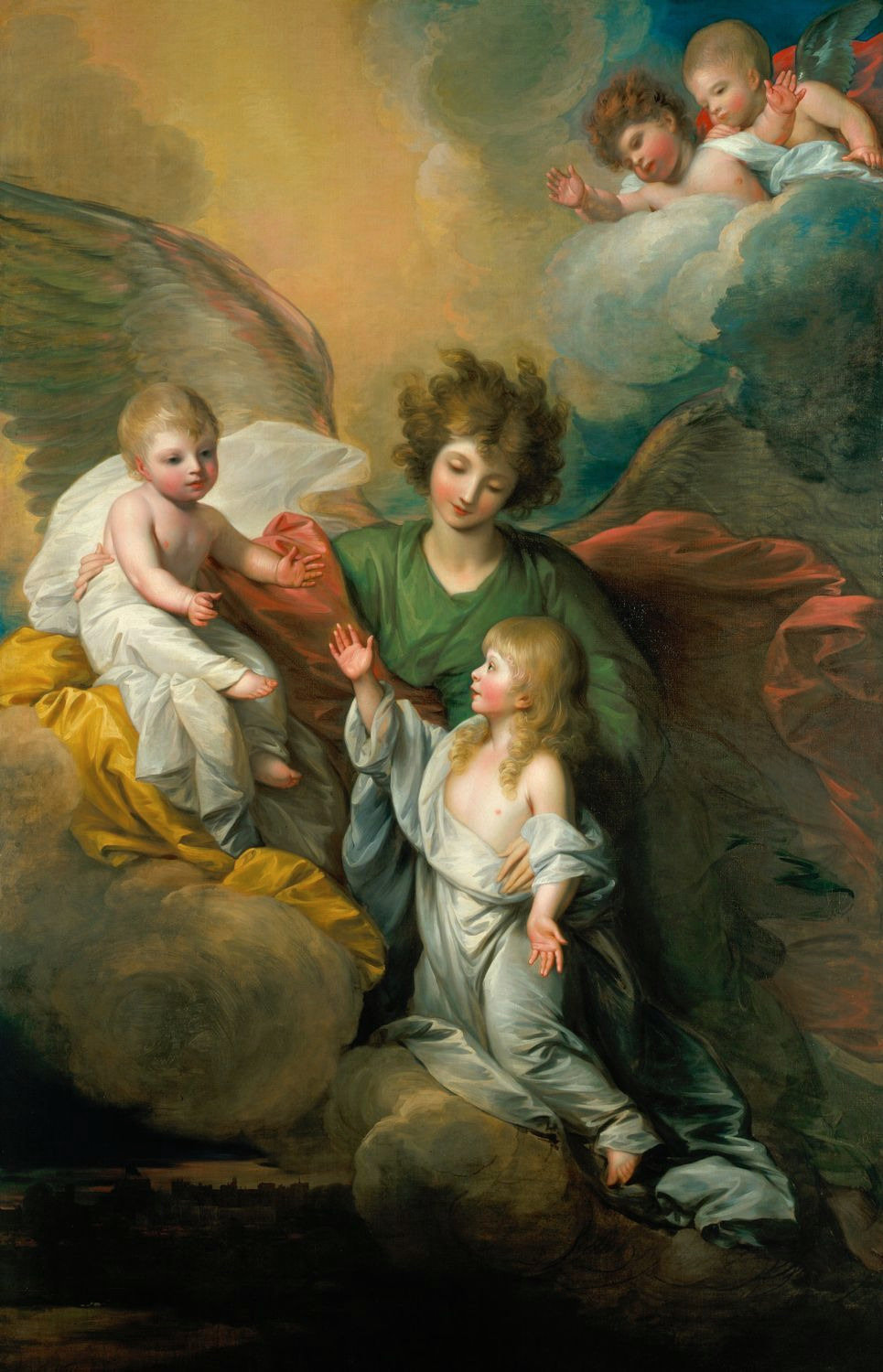
The Apotheosis of Prince Octavius em 1783, por Benjamin West. Alfredo (à esquerda) dá as boas-vindas ao seu irmão Otávio (à direita)

Durante a época do príncipe Alfredo, a varíola era uma doença temida tanto pela realeza quanto pela plebe e, devido à falta de desenvolvimento da medicina, era frequentemente fatal. Por volta de 1796, Edward Jenner introduziu a inoculação, um novo método de imunização contra a varíola. A rainha Charlotte, mãe de Alfredo, durante toda a vida promoveu a inoculação e fez com que as crianças reais fossem submetidas ao procedimento. A variolação, precursora da vacina, tinha sido popularizada na Grã-Bretanha depois das filhas do rei Jorge II, então príncipe de Gales, terem sido submetidas ao procedimento em 1721.
Em 1782, o príncipe Alfredo foi inoculado contra a varíola. A inoculação teve um efeito negativo na saúde do príncipe. O rosto e as pálpebras de Alfred sofreram erupções cutâneas como efeito secundário da inoculação, que também afetou o peito. Em junho, foi levado para Deal com a sua governanta Lady Charlotte Finch e a enfermeira Cheveley para recuperar. Os médicos esperavam que o ar do mar, os banhos na água e os passeios a cavalo melhorassem a sua saúde. Em cartas à sua amiga Mary Hamilton, Lady Charlotte escreveu que "não há dúvida de que os banhos de mar fazem bem [ao Príncipe Alfred]... e o seu apetite [é] tão bom que ele deve melhorar". Enquanto estava lá, Alfredo caiu nas graças de muitos devido ao seu charme e boa natureza. Apesar disso, continuou a sofrer de erupções em algumas partes do corpo e o seu peito incomodava-o. No início de julho, Lady Charlotte relatou que Alfredo começava a recuperar, mas, no final daquele mês, a sua condição piorou a ponto de ele não conseguir andar. Em agosto, o Príncipe Alfredo, Lady Charlotte e a enfermeira Cheveley regressaram ao Castelo de Windsor devido ao agravamento da sua condição. Ao regressar, os médicos reuniram-se para discutir a saúde do príncipe e concluíram que o menino tinha apenas algumas semanas de vida. Após sofrer crises de febre e problemas contínuos no peito, o Príncipe Alfredo faleceu entre as quatro e cinco da tarde do dia 20 de agosto, em Lower Lodge, Windsor Great Park, um mês antes de fazer dois anos de idade.
Embora a família não tenha entrado em luto (não era necessário para crianças reais com menos de sete anos), os seus pais ficaram gravemente abalados pela perda. De acordo com Lady Charlotte, a rainha Charlotte "chorou imensamente" e ficou "muito magoada com a sua perda, assim como o rei". Mais tarde naquele agosto, a Rainha enviou a Lady Charlotte um pedaço do cabelo de Alfredo preso num medalhão feito de pérola e ametista, tendo declarado "Receba isto... não apenas em memória daquele querido anjo Alfredo, mas também como símbolo de estima da Sua Afetuosa Rainha". Alfredo foi enterrado na Abadia de Westminster a 27 de agosto, embora os seus restos mortais tenham sido posteriormente transferidos para o Royal Vault na Capela de São Jorge, Castelo de Windsor, a 11 de fevereiro de 1820. Seis meses após a morte de Alfredo, o seu irmão mais velho, Otávio, também sucumbiu ao vírus da varíola após a inoculação, devastando ainda mais o rei, embora ele tenha sido mais profundamente afetado pela morte deste último. Horace Walpole comunicou a Sir Horace Mann que o rei havia declarado "Sinto muito por Alfredo; mas se fosse Otávio, eu também teria morrido". O pai de Alfredo continuou a pensar na morte dos seus filhos, e a visão do retrato póstumo de Alfredo numa pintura de família de Thomas Gainsborough quase um ano após a morte do príncipe levou as suas três irmãs mais velhas às lágrimas, tendo o rei e a rainha também ficado visivelmente emocionados. Durante um dos seus surtos de loucura em 1812, Jorge teve conversas imaginárias com os seus dois filhos mais novos.
O primeiro dos filhos de Jorge III e da rainha Charlotte a morrer, Alfredo faleceu em 1782, enquanto a sua irmã mais velha, a princesa Mary, a última sobrevivente dos quinze filhos de Jorge III e da sua esposa, morreu em 1857. Alfredo também é único entre os seus primeiros quatorze filhos que nunca foi um irmão mais velho enquanto estava vivo, já que o único filho mais novo que ele nasceu após a sua morte.

## Título
Ao longo da sua vida, Alfredo foi denominado como Sua Alteza Real o Príncipe Alfredo, com o título de Príncipe da Grã-Bretanha e Irlanda.

## Ascendência
Os ancestrais de Alfredo foram os seguintes: